# سمليليات
السِّلْمِيلِيَّات أو فصيلة راجيونيدي (الاسم العلمي: Rhagionidae)، هي فصيلة صغيرة من ذوات الجناحين. حصلوا على اسمهم من تشابه خرطومهم البارز في كثير من الأحيان والذي يشبه المنقار.  أشهر أجناسها سمليلة.